# عضلة مضيقة بلعومية علوية
العضلة المضيقة البلعومية العلوية أو (Superior pharyngeal constrictor muscle) هي عضلة لها شكل متوازي الأضلاع تقع في البلعوم، وتعد أعلى وأرقّ عضلة من بين العضلات الثلاث المضيِّقة للبلعوم، ويوجد واحدة منها في كل جانب حيث تعدُّ من العضلات المتناظرة للبلعوم.
تنشأ العضلة من أربعة مرتكزات: الشص الجناحي للعظم الوتدي، والرفاء الجناحي للعظم الفكي السفلي، والخط الضرسي اللامي للفكي السفلي، والحواف الجانبية للسان. ويشكل الرفاء البلعومي مرتكز المضيقة العلوية، وتعصَّب بواسطة الفرع البلعومي للمبهم عبر الضفيرة البلعومية، وتتمثل وظيفتها بالمشاركة مع العضلتان المضيقان الوسطى والسفلية حيث تتقلّص هذه العضلات المضيّقة بالترتيب من الأعلى إلى الأسفل، ممَّا يساعد على تحرّك بُلعَة الطعام من البُلعوم إلى داخل المريء وذلك في عملية البلع.

## البنية التشريحية

### المنشأ
تنشأ كلّ عضلة في الأمام من الشِصّ الجناحي والرفاء الجناحي للعظم الفكي السفلي، والخط الضرسي اللامي للفكي السفلي، والحواف الجانبية للسان.
تُميّز أربعة أجزاء من العضلة حسب منشأها:
- الجزء الجناحي البلعومي: ينشأ من الثلث السفلي للحافة الخلفية للصفيحة الجناحية الإنسية للعظم الوتدي.
- الجزء الشدقي البلعومي: ينشأ من رفاء الجناحي الفكي السفلي.
- الجزء الضرسي البلعومي: ينشأ من الناتئ السنخي للفك السفلي إلى الأعلى من النهاية الخلفية للخط الضرسي اللامي.
- الجزء اللساني البلعومي: بضعة ألياف تنبشأ من جانب اللسان.[1]

### المرتكز
تمتد ألياف كل عضلة إلى الخلف من منشأها لتنضم إلى ألياف عضلتها المقابلة لتشكل الرفاء البلعومي الناصف الذي يلتصق بدوره بالحديبة البلعومية (تُوجد ضمن الجزء القاعدي للعظم القذالي).

### التعصيب
تتلقى العضلة المضيقة العلوية تعصيبها الحركي من الضفيرة البلعومية للعصب المبهم.

### التروية الشريانية
تتزوّد العضلة بالتروية الدموية بشكل رئيس عن طريق الفرع البلعومي للشريان البلعومي الصاعد، وبشكل أقل أهمية عن طريق الفرع اللوزي للشريان الوجهي.

### العمل الحركي
تقلص العضلة يؤدي إلى انقباض وتضييق الجزء العلوي من الجوف البلعومي.

## الوظيفة
بمجرد وصول لقمة الطعام إلى البلعوم تسترخي العضلات الطولانية الرفعة للبلعوم، مما يؤدي إلى هبوط البلعوم، وتتقلّص العضلات المضيّقة بدورها بالترتيب من الأعلى إلى الأسفل، مما يؤدي إلى نقل اللقمة الطعامية من البُلعوم إلى داخل المريء.

## صور إضافية

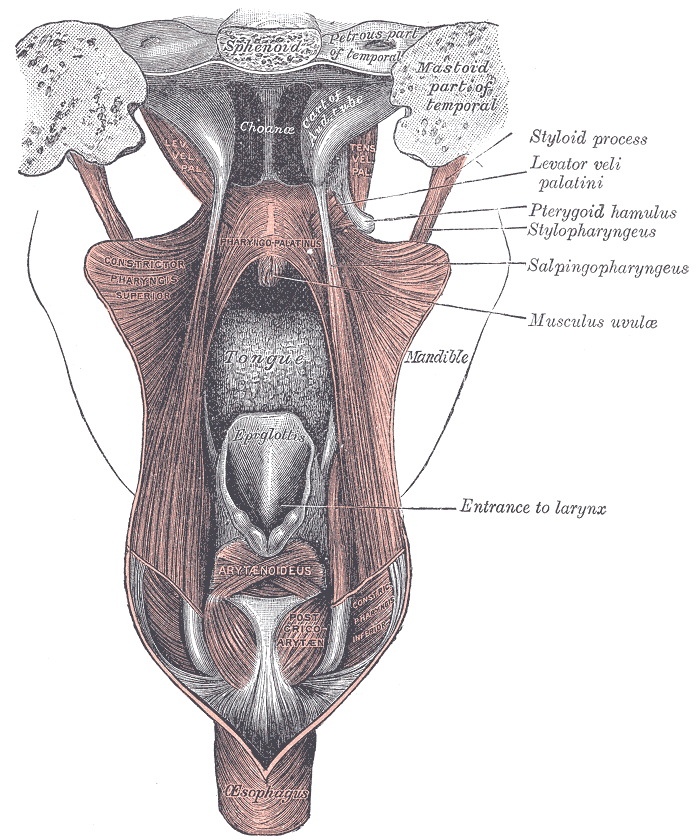
العضلات الحنكية من الخلف

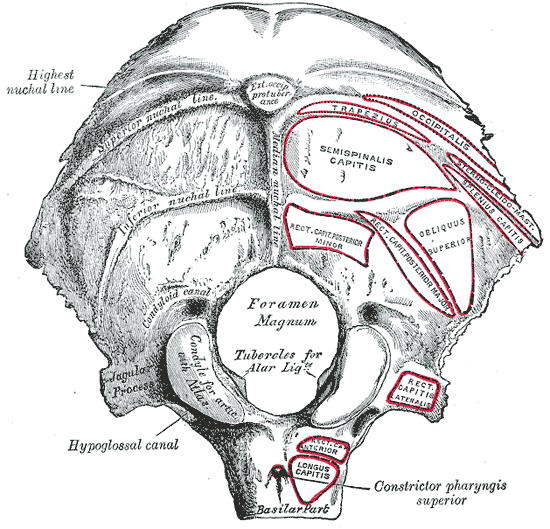
منظر خارجي للعظم القذالي

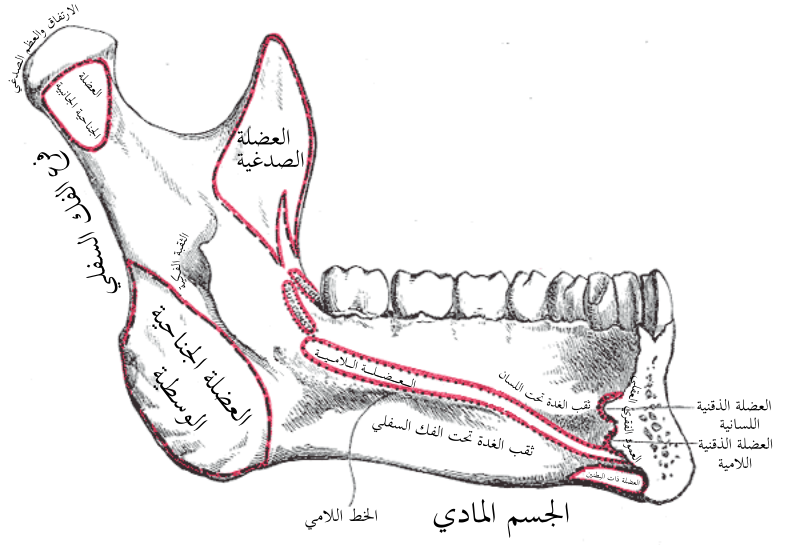
منظر جانبي للسطح الداخلي لعظم الفك السفلي

## روابط خارجية
درس التشريح للأستاذ الجامعي ويسلي نورمان (جامعة جورج تاون)
"Anatomy diagram: 05287.011-1". مرجع روص، الأطلس المصور _إلسيفير_ مؤرشف من الأصل بتاريخ 2013/04/22.